# 朴南圭
朴南圭（박남규；1960年9月3日）是一位韩国化学工程师。他是成均馆大学（SKKU）化学工程学院的特聘教授和SKKU会士。他的研究重点是高效介观纳米结构太阳能电池。 他于2012年首次报道了长期稳定的钙钛矿太阳能电池，宣告了钙钛矿光伏研究的开端，被称为实用钙钛矿太阳能电池的先驱。

## 职业生涯
他出生于庆尚南道马山市（现昌原市）。幼年时，父亲调任韩国电力釜山分公司，他便移居釜山直辖市（现釜山广域市），并在那里接受了小学、初中和高中教育。青少年时期，他曾想成为一名艺术家或建筑师，但遭到音乐老师的反对未能如愿。 1981年进入首尔国立大学化学教育系后，他加入韓國陸軍第9步兵師（又名白马师），服役两年七个月。1984年退伍后重返首尔国立大学，主修无机化学，并于1988年获得学士学位。
1988年1月起，他在SKC（原鲜京化学）天安工厂担任研究员，该工厂当时以生产录像带、光盘和软盘闻名，但他于1990年2月辞职。 随后，他进入首尔国立大学化学系攻读研究生，成为崔珍镐教授的学生。起初他想研究超导体，但在教授的建议下转向了钙钛矿研究。1992年2月，他获得首尔国立大学研究生院无机化学硕士学位，并于1995年2月凭借题为《二维无机固体及其插层化合物的合成与物理化学性质》的论文获得无机化学博士学位。
1996年3月至1997年5月，他在法国波尔多凝聚态材料化学研究所-法国国家科学研究中心（ICMCB-CNRS，位于佩萨克）担任博士后研究员，致力于提高染料敏化太阳能电池的效率。1997年6月至1999年12月，他在美国科罗拉多州戈尔登的国家可再生能源实验室（NREL）做博士后研究。
2000年1月返回韩国后，他在韩国电子通信研究院担任高级研究员，并于2005年12月转入韩国科学技术研究院，担任太阳能电池研究中心主任和能源材料研究中心主任。然而，染料敏化太阳能电池存在一些缺点，虽然经济但能量转换效率有限。
与此同时，在2007年瑞士举行的一个太阳能电池相关会议上，日本桐荫横滨大学的宫坂力教授发表了关于钙钛矿太阳能电池的报告。宫坂力在2009年发表的一篇论文中首次提出了一种使用钙钛矿结构材料的染料敏化太阳能电池模型，但该模型以液态形式实现，稳定性较差且效率仅为3.8%，因此当时并未引起太多关注。
2009年7月被任命为成均馆大学教授后， 他开始研究钙钛矿材料，并注意到钙钛矿结构化合物同时具有绝缘体、半导体、导体乃至超导体的特性，因此具有良好的光吸收性能。2012年8月，他与瑞士洛桑联邦理工学院的米夏埃尔·格雷策尔教授合作，共同开发出世界上首个由固态钙钛矿制成的太阳能电池。
他开发的固态钙钛矿太阳能电池在当时创下了9.7%的最高效率纪录，并且即使暴露在室外超过500小时，其效率仍保持稳定。 该成果发表在《自然》杂志的姊妹刊《科学报告》（Scientific Reports）上， 被认为是关于稳定高效固态钙钛矿太阳能电池的首篇论文。此后，该研究被评价为为全球范围内开展钙钛矿太阳能电池研究提供了契机。他的钙钛矿太阳能电池研究成果获得了国际认可，先后于2022年获得英国朗克光电奖（Rank Prizes），2024年获得意大利埃尼前沿能源奖（ENI award for Energy Frontiers），以及2025年获得德国洪堡研究奖。 2023年，他成为唯一受邀参加由瑞典皇家科学院主办的诺贝尔研讨会、并介绍固态钙钛矿太阳能电池的韩国科学家和技术专家。

## 奖项与荣誉
- 2008年8月 – KIST月度奖（韩国科学技术研究院，KIST）
- 2008年10月 – 月度优秀科学家奖（韩国政府）
- 2008年10月 – 京乡电力与能源奖（韩国政府）
- 2009年 – KIST最佳奖（韩国科学技术研究院，KIST）
- 2010年 – 杜邦科学与技术奖（杜邦韩国）
- 2013年 – 全国百大杰出成就奖（韩国政府）
- 2014年 – 材料研究学会（MRS）杰出研究奖
- 2014年 – 第六届世界光伏能源转换大会（WCPEC-6）论文奖（日本京都）
- 2015年 – 光伏科学与工程会议（PVSEC）浜川奖（韩国釜山）
- 2016年 – 韩国科学技术翰林院（KAST）德明工程奖
- 2017年 – 科睿唯安引文桂冠奖（科睿唯安）
- 2018年 – 美国化学学会-韩国化学学会（ACS-KCS）卓越奖
- 2018年 – 李薰讲座奖（中国科学院）
- 2018年 – 湖岩工程奖（湖岩基金会）
- 2018年 – 国务总理奖（第6912号）
- 2018年 – 科学部长官奖（第25595号）
- 2018年 – 年度科学家奖
- 2019年 – 《亚洲科学家》亚洲科学家100强[30]
- 2020年 – 首届崔珍镐学术奖（韩国化学会）
- 2021年 – 韩国纳米学会奖
- 2022年 – 朗克光电奖
- 2023年 – 材料科学领域高被引科学家（2023年度）[31]
- 2024年 – 韩国顶尖科学家与技术专家奖
- 2024年 – 埃尼前沿能源奖
- 2025年 – 洪堡研究奖

## Publications
1. Scalable fabrication and coating methods for perovskite solar cells and solar modules, Nature Materials Review 5, 333–350 (2020)
2. High-Efficiency Perovskite Solar Cells, Chem. Rev. 120, 7867−7918 (2020)
3. Multifunctional Chemical Linker Imidazoleacetic Acid Hydrochloride for 21% Efficient and Stable Planar Perovskite Solar Cells, Adv. Mater. 1902902 (2019)
4. Bi-facial stamping for High Efficiency Perovskite Solar Cells, Energy & Environ. Sci., 12, 308 (2018)
5. Printable organometallic perovskite enables large-area, low-dose X-ray imaging, Nature, 550, 87 (2017)
6. Towards stable and commercially available perovskite solar cells, Nature Energy, 1, 16152 (2016)
7. Self-formed grain boundary healing layer for highly efficient CH3NH3PbI3 perovskite solar cells, Nature Energy, 1, 16081, (2016)
8. Growth of CH3NH3PbI3 cuboids with controlled size for high-efficiency perovskite solar cells, Nature Nanotechnology, 9, 927 (2014)
9. Water photolysis at 12.3% efficiency via perovskite photovoltaics and Earth-abundant catalysts, Science, 26, 1593 (2014)
10. Mechanism of carrier accumulation in perovskite thin-absorber solar cells, Nature Communications, 4, 2242 (2013)
11. Organometal perovskite light absorbers toward a 20% efficiency low-cost solid-state mesoscopic solar cell, J. Phys. Chem. Letters, 4, 2423 (2013) (Cover)
12. Lead iodide perovskite sensitized all-solid-state submicron thin film mesoscopic solar cell with efficiency exceeding 9%, Scientific Reports (Nature Publishing), 2, 591 (2012) Highly cited article
13. 6.5% efficient perovskite quantum-dot-sensitized solar cell, Nanoscale, 3, 4088 (2011)
14. Selective positioning of organic dyes in a mesoporous inorganic oxide films, Nature Materials, 8, 665 (2009)[7]

1. ↑  Park, Nam-Gyu; Grätzel, Michael; Miyasaka, Tsutomu (编). . SpringerLink. 2016  [2025-05-31]. ISBN 978-3-319-35112-4. doi:10.1007/978-3-319-35114-8. （原始内容存档于2025-02-26） （英语）.
2. ↑  . ngpl.skku.edu.   [2023-11-29]. （原始内容存档于2025-05-24） （韩语）.
3. ↑  Nozik, Arthur; Conibeer, Gavin; Beard, Matthew C. (编).  1st. Cambridge: Royal Society of Chemistry. 2014-07-21. ISBN 978-1-84973-591-9 （English）.
4. ↑  力, 宮坂. . Tokyo: CMC Publishing. 2012 （英语）.
5. ↑  . www.aspbs.com.   [2023-11-29]. （原始内容存档于2025-04-21）.
6. ↑  Mehmood, Umer; Rahman, Saleem-ur; Harrabi, Khalil; Hussein, Ibnelwaleed A.; Reddy, B. V. S. . Advances in Materials Science and Engineering. 2014-04-17, 2014: e974782. ISSN 1687-8434. doi:10.1155/2014/974782  （英语）.
7. ↑  . enc.skku.edu.   [2023-11-29]. （原始内容存档于2025-02-15） （韩语）.